# Пенья-де-Берналь
Пенья-де-Берналь (ісп. вимова: [ˈpeɲa ðe βeɾˈnal]; Англійська: Валун Берналя або Пік Берналя) — 433-метри (1 421 фут) моноліт, один із найвищих у світі. Він розташований у невеликому містечку Сан-Себастьян Берналь у мексиканському штаті Керетаро. Це одне з найбільш туристичних місць поблизу столиці Сантьяго-де-Керетаро.
Геологічні дослідження показують, що камінь є відкритим ядром стародавнього вулкана. Після його згасання лава всередині вулкана стала твердою, і більша частина решти вулкана розмилася протягом мільйонів років. Затверділа магма, яка залишається, є тим, що становить і формує моноліт.
Раніше вважалося, що порфіровий моноліт утворився в юрський період. Недавній хімічний аналіз, проведений дослідниками з Національного автономного університету Мексики, визначив, що він значно молодший і, ймовірно, утворився приблизно 8,7 мільйона років тому.
Багато людей здійснюють паломництво до маленької каплиці, розташованої на найвищій точці, доступній пішки.